# Ted Haggard
Ted Arthur Haggard (Yorktown, 27 giugno 1956) è un pastore protestante e predicatore statunitense.
Conosciuto semplicemente come Pastore Ted dai suoi seguaci, Haggard è il fondatore della New Life Church, una famosa cattedrale evangelica, situata a Colorado Springs, USA.

## Lo scandalo

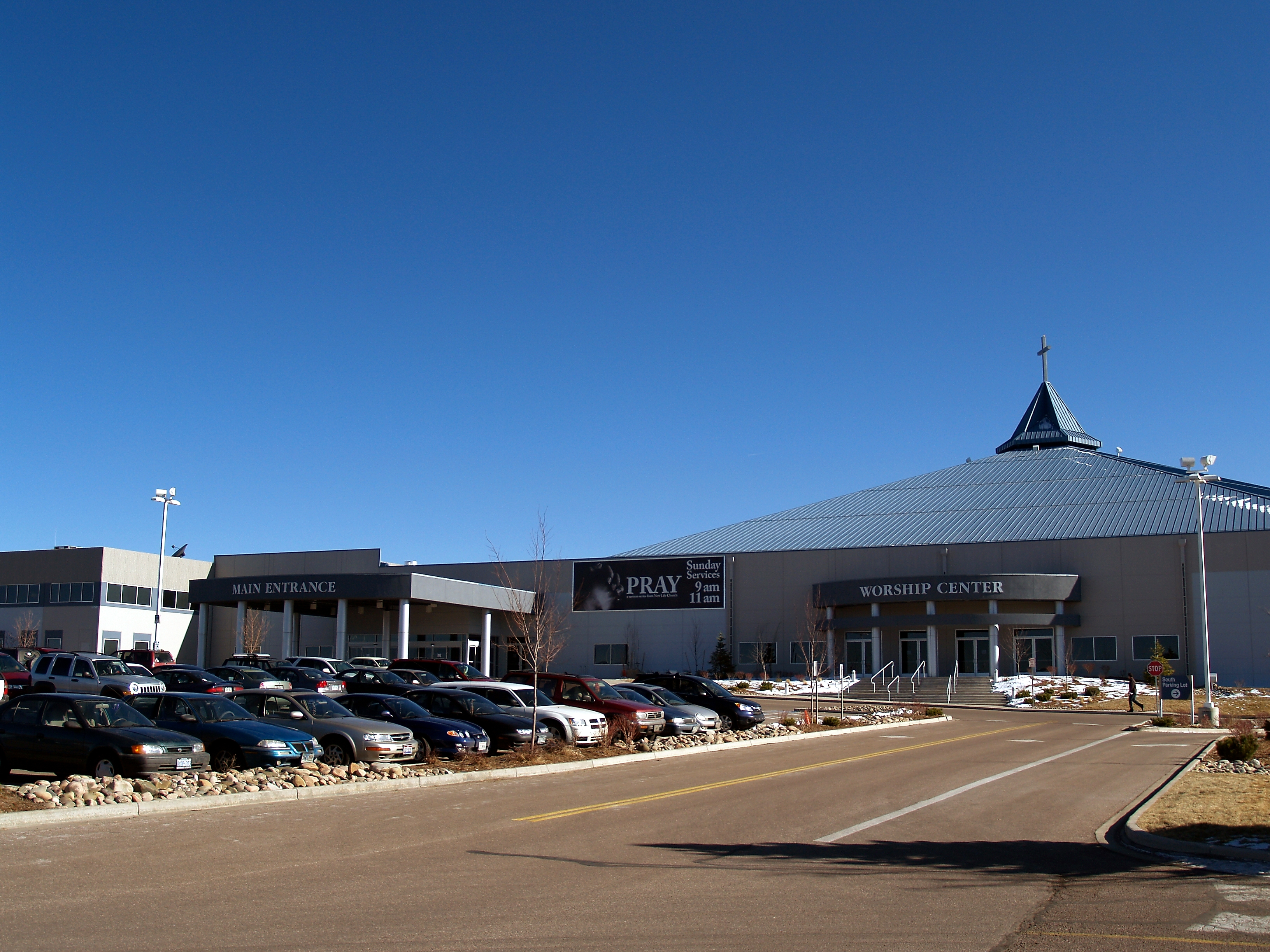
New Life Church in Colorado

Haggard veniva considerato uno dei venticinque leader più influenti degli Stati Uniti. Noto per i suoi accalorati attacchi contro gli omosessuali nel suo Paese, il pastore è stato coinvolto in uno scandalo che ha sconcertato circa 30 milioni di fedeli appartenenti alla Chiesa evangelica americana: avrebbe, infatti, avuto una relazione omosessuale con un gigolò. Quando la relazione fu scoperta, Haggard decise di rinunciare al suo posto alla New Life Church e di abbandonare la predicazione evangelica.
A rivelare la relazione fu lo stesso gigolò e massaggiatore, Mike Jones. Il giovane sostenne di aver conosciuto Haggard tramite internet tre anni prima e di averlo incontrato regolarmente una volta al mese. Secondo quanto riportato da Jones, per un incontro di un'ora Haggard era disposto a pagare 200 dollari. Inoltre, il religioso avrebbe acquistato anche numerose quantità di crystal meth dal giovane massaggiatore. Mike Jones conservò come prova della sua relazione con Ted Haggard le registrazioni della sua segreteria telefonica. Oggi Haggard, rovinato dallo scandalo, lavora come assicuratore.

## Apparizioni mediatiche
Ted Haggard ha partecipato a numerose trasmissioni televisive statunitensi, tra le quali anche Dateline NBC e 20/20 della popolare network ABC. All'inizio del 2006, il celeberrimo biologo, professore della Oxford University, Richard Dawkins lo ha intervistato nell'ambito del suo documentario intitolato The Root Of All Evil?. Nel documentario, subito dopo l'intervista, c'è una scena in cui si vede il pastore Haggard discutere animosamente con il professor Dawkins e la sua troupe. Secondo quanto narra fuoricampo Dawkins mentre si può vedere Haggard sbraitare, il pastore evangelico avrebbe ordinato alla troupe del documentario di lasciare immediatamente la sua proprietà, minacciando di sporgere denuncia, far arrestare il personale e farne sequestrare le attrezzature. Haggard si sarebbe offeso perché Dawkins avrebbe "chiamato i suoi figli animali". Il biologo britannico ne ha concluso che Ted Haggard era arrabbiato perché nella loro precedente conversazioni aveva difeso la Teoria dell'evoluzione.